# Geranium cruceroense
Geranium cruceroense är en näveväxtart som beskrevs av Reinhard Gustav Paul Knuth. Geranium cruceroense ingår i släktet nävor, och familjen näveväxter. Inga underarter finns listade i Catalogue of Life.